# James Hill (regatista)
James Hill es un deportista estadounidense que compitió en vela en la clase Star. Ganó dos medallas en el Campeonato Mundial de Star, plata en 1956 y oro en 1957.

## Palmarés internacional
| Campeonato Mundial | Campeonato Mundial | Campeonato Mundial | Campeonato Mundial |
| Año                | Lugar              | Medalla            | Clase              |
| ------------------ | ------------------ | ------------------ | ------------------ |
| 1956               | Nápoles (Italia)   | Medalla de plata   | Star               |
| 1957               | La Habana (Cuba)   | Medalla de oro     | Star               |